# Ordem de precedência no Brasil
A ordem de precedência no Brasil é uma hierarquia simbólica que existe entre os funcionários públicos brasileiros usada para direcionar protocolos. É regulamentada pelo Decreto Presidencial número 70.274, de 9 de Março de 1972, assinado pelo ditador Emílio Médici. A seguinte ordem aplica-se a cerimônias oferecidas pelo governo federal e a questões burocráticas.
A colocação de Cardeais da Igreja Católica Romana na ordem de precedência, apesar da separação da Igreja e do Estado em vigor no Brasil, é justificada com o argumento de que eles são Príncipes de uma potência estrangeira (Santa Sé) residentes no Brasil e/ou possuindo nacionalidade brasileira.[carece de fontes?]

## Ordem de precedência
Conforme legislação relacionada ao cerimonial público.
1. Presidente da República Federativa do Brasil (Luiz Inácio Lula da Silva)
2. Vice-presidente da República Federativa do Brasil (Geraldo Alckmin)
3. Cardeais da Igreja Católica no Brasil (por antiguidade como cardeal)
  1. Odilo Scherer (Arcebispo Metropolitano de São Paulo)
  2. Raymundo Damasceno (Comissário Apostólico para os Arautos do Evangelho)
  3. João Braz de Aviz (Prefeito emérito do Dicastério para os Institutos de Vida Consagrada e Sociedades de Vida Apostólica no Vaticano)
  4. Orani Tempesta (Arcebispo Metropolitano do Rio de Janeiro)
  5. Sérgio da Rocha (Arcebispo Metropolitano de Salvador)
  6. Leonardo Ulrich Steiner (Arcebispo Metropolitano de Manaus)
  7. Paulo Cezar Costa (Arcebispo Metropolitano de Brasília)
  8. Jaime Spengler (Arcebispo Metropolitano de Porto Alegre)
4. Embaixadores extraordinários e plenipotenciários de missão diplomática estrangeira no Brasil
5. Presidente do Congresso Nacional (Davi Alcolumbre)
6. Presidente da Câmara dos Deputados (Hugo Motta)
7. Presidente do Supremo Tribunal Federal (Luís Roberto Barroso)
8. Ex-Presidentes do Brasil (por antiguidade de posse, desde que não tenham outros cargos públicos)
  1. José Sarney (21 de abril de 1985 - 15 de março de 1990)
  2. Fernando Collor (15 de março de 1990 - 29 de dezembro de 1992)
  3. Fernando Henrique Cardoso (1º de janeiro de 1995 - 1º de janeiro de 2003)
  4. Dilma Rousseff (1º de janeiro de 2011 - 31 de agosto de 2016)
  5. Michel Temer (31 de agosto de 2016 - 1º de janeiro de 2019)
  6. Jair Bolsonaro (1° de janeiro de 2019 - 1° de janeiro de 2023)
9. Ministros de Estado (por ordem de criação do ministério)
  1.  Ministro da Justiça e Segurança Pública (Ricardo Lewandowski)
  2. Ministro da Integração e do Desenvolvimento Regional (Waldez Góes)
  3.  Ministro das Relações Exteriores (Mauro Vieira)
  4. Ministro da Fazenda (Fernando Haddad)
  5.  Ministro da Defesa (José Múcio Monteiro)
  6. Ministro da Agricultura e Pecuária (Carlos Fávaro)
  7. Ministro dos Transportes (Renan Filho)
  8.  Ministro da Educação (Camilo Santana)
  9.  Ministro do Trabalho e Emprego (Luiz Marinho)
  10.  Ministro da Saúde (Alexandre Padilha)
  11.  Ministro de Minas e Energia (Alexandre Silveira)
  12. Ministro do Desenvolvimento, Indústria, Comércio e Serviços (Geraldo Alckmin, que por ser o Vice-presidente, possui maior precedência)
  13. Ministra do Planejamento e Orçamento (Simone Tebet)
  14.  Ministro das Comunicações (Juscelino Filho)
  15. Ministro da Previdência Social (Carlos Lupi)
  16. Ministra do Meio Ambiente e Mudança do Clima (Marina Silva)
  17. Ministra da Cultura (Margareth Menezes)
  18.  Ministra da Ciência, Tecnologia e Inovação (Luciana Santos)
  19. Ministro do Esporte (André Fufuca)
  20. Ministra das Mulheres (Cida Gonçalves)
  21. Ministra dos Direitos Humanos e da Cidadania (Macaé Evaristo)
  22. Ministro do Desenvolvimento Agrário e Agricultura Familiar (Paulo Teixeira)
  23.  Ministro do Turismo (Celso Sabino)
  24. Ministro das Cidades (Jader Barbalho Filho)
  25. Ministro do Desenvolvimento e Assistência Social, Família e Combate à Fome (Wellington Dias)
  26. Ministra das Relações Institucionais (Gleisi Hoffmann)
  27. Ministro da Pesca (André de Paula)
  28. Ministro da Controladoria-Geral da União (Vinícius Marques de Carvalho)
  29. Ministra da Gestão e da Inovação em Serviços Públicos (Esther Dweck)
  30. Ministra da Igualdade Racial (Anielle Franco)
  31. Ministro dos Portos e Aeroportos (Silvio Costa Filho)
  32. Ministra dos Povos Indígenas (Sônia Guajajara)
  33. Ministro do Empreendedorismo, da Microempresa e da Empresa de Pequeno Porte (Márcio França)
10. Ministro do Gabinete de Segurança Institucional da Presidência da República (Marcos Antonio Amaro dos Santos)
11. Ministro-Chefe da Casa Civil da Presidência da República (Rui Costa)
12. Diretor-Geral da Agência Brasileira de Inteligência (Luiz Fernando Corrêa)[4]
13. Os Chefes das Forças Armadas do Brasil (por criação da Força Armada):
  1. Comandante da Marinha do Brasil Almirante Marcos Olsen
  2. Comandante do Exército Brasileiro General Tomás Miguel Ribeiro Paiva
  3. Comandante da Força Aérea Brasileira Tenente-Brigadeiro Marcelo Kanitz Damasceno
  4. Chefe do Estado Maior Conjunto das Forças Armadas Almirante Renato de Aguiar Freire
14. Advogado-Geral da União (Jorge Messias)
15. Enviados Extraordinários e Ministros Plenipotenciários estrangeiros
16. Presidente do Tribunal Superior Eleitoral (Cármen Lúcia)
17. Ministros do Supremo Tribunal Federal (por ordem de antiguidade no cargo)
  1. Gilmar Mendes
  2. Cármen Lúcia (por ser presidente do TSE, possui maior precedência)
  3. Dias Toffoli
  4. Luiz Fux
  5. Edson Fachin
  6. Alexandre de Moraes
  7. Luís Roberto Barroso (por ser presidente do STF, possui maior precedência)
  8. Nunes Marques
  9. André Mendonça
  10. Cristiano Zanin
  11. Flávio Dino
18. Procurador-Geral da República (Paulo Gonet)
19. Governador do Distrito Federal (Ibaneis Rocha)
20. Governadores de Estado (por data de criação)
  1. Governador da Bahia (Jerônimo Rodrigues)
  2. Governador do Rio de Janeiro (Cláudio Castro)
  3. Governador do Maranhão (Carlos Brandão)
  4. Governador do Pará (Helder Barbalho)
  5. Governadora de Pernambuco (Raquel Lyra)
  6. Governador de São Paulo (Tarcísio de Freitas)
  7. Governador de Minas Gerais (Romeu Zema)
  8. Governador de Goiás (Ronaldo Caiado)
  9. Governador do Mato Grosso (Mauro Mendes)
  10. Governador do Rio Grande do Sul (Eduardo Leite)
  11. Governador do Ceará (Elmano de Freitas)
  12. Governador da Paraíba (João Azevedo)
  13. Governador do Espírito Santo (Renato Casagrande)
  14. Governador do Piauí (Rafael Fonteles)
  15. Governadora do Rio Grande do Norte (Fátima Bezerra)
  16. Governador de Alagoas (Paulo Dantas)
  17. Governador de Sergipe (Fábio Mitidieri)
  18. Governador de Santa Catarina (Jorginho Mello)
  19. Governador do Amazonas (Wilson Miranda Lima)
  20. Governador do Paraná (Ratinho Júnior)
  21. Governador do Acre (Gladson Cameli)
  22. Governador de Mato Grosso do Sul (Eduardo Riedel)
  23. Governador de Rondônia (Marcos Rocha)
  24. Governador do Tocantins (Wanderlei Barbosa)
  25. Governador de Roraima (Antonio Denarium)
  26. Governador do Amapá (Clécio Luís)
21. Senadores
22. Deputados Federais
23. Almirantes da Marinha do Brasil
24. Marechais do Exército Brasileiro
25. Marechais do Ar da Força Aérea Brasileira
26. Chefe do Estado-Maior da Armada (Almirante José Augusto Vieira da Cunha Menezes)[5]
27. Chefe do Estado-Maior do Exército (General Richard Fernandez Nunes)
28. Secretária-Geral de Relações Exteriores (Maria Laura da Rocha)[6]
29. Chefe do Estado-Maior da Aeronáutica (Tenente-Brigadeiro João Tadeu Fiorentini)[7]
30. Almirantes de Esquadra da Marinha do Brasil
31. Generais de Exército do Exército Brasileiro
32. Embaixadores Extraordinários (presentes diplomatas estrangeiros, esses passarão os Almirantes de Esquadra)
33. Tenentes-Brigadeiros da Força Aérea Brasileira
34. Presidente do Superior Tribunal de Justiça (Herman Benjamin)
35. Presidente do Superior Tribunal Militar (Ten Brig Ar Francisco Joseli Parente Camelo)[8]
36. Presidente do Tribunal Superior do Trabalho (Aloysio Corrêa da Veiga) [9]
37. Ministros do Tribunal Superior Eleitoral
38. Encarregados de negócios de países estrangeiros
39. Ministros do Superior Tribunal de Justiça
40. Ministros do Superior Tribunal Militar
41. Ministros do Tribunal Superior do Trabalho
42. Vices Almirantes da Marinha do Brasil
43. Generais de Divisão do Exército Brasileiro
44. Embaixadores (ministros de 1.ª classe)
45. Majores-Brigadeiros da Força Aérea Brasileira
46. Chefes de Igreja sediados no Brasil
47. Arcebispos da Igreja Católica ou equivalentes de outras religiões
48. Presidente do Tribunal de Justiça do Distrito Federal e dos Territórios (Waldir Leôncio Júnior)
49. Presidente do Tribunal de Contas da União (Vital do Rêgo Filho)
50. Presidente do Tribunal Marítimo (Vice-Almirante Ralph Dias Da Silveira Costa)
51. Diretores-Gerais das Secretarias do Senado Federal e da Câmara dos Deputados
52. Procuradores-Gerais da Justiça Militar, Justiça do Trabalho e do Tribunal de Contas da União
53. Secretários-Gerais dos Ministérios
54. Reitores das Universidades Federais
55. Diretor-Geral do Departamento de Polícia Federal (Andrei Augusto Passos Rodrigues)
56. Presidente do Banco Central do Brasil (Gabriel Galípolo)
57. Presidente do Banco do Brasil (Tarciana Medeiros)
58. Presidente do Banco Nacional de Desenvolvimento Econômico e Social (Aloizio Mercadante)
59. Secretário da Receita Federal do Brasil (Robinson Barreirinhas)
60. Ministros do Tribunal de Contas da União
61. Ministros do Tribunal Superior do Trabalho
62. Subprocuradores Gerais da República
63. Personalidades inscritas no Livro do Mérito
64. Prefeitos das cidades de mais de um milhão (1.000.000) de habitantes
65. Presidente da Caixa Econômica Federal (Carlos Vieira Fernandes)
66. Ministros-Conselheiros estrangeiros
67. Adidos Militares estrangeiros (Oficiais-Generais)
68. Contra-Almirantes da Marinha do Brasil
69. Generais de Brigada do Exército Brasileiro
70. Embaixadores Comissionados ou Ministros de 2ª classe
71. Brigadeiros da Força Aérea Brasileira
72. Vice-Governadores dos Estados da União
73. Presidentes das Assembleias Legislativas dos Estados da União
74. Presidentes dos Tribunais de Justiça dos Estados da União
75. Secretários Particulares do Presidente da República
76. Chefe do Cerimonial da Presidência da República (Fernando Igreja)[10]
77. Secretários de Imprensa da Presidência da República.
78. Presidente da Empresa Brasil de Comunicação (Jean Lima)
79. Chefe do Gabinete da Secretaria Executiva do Conselho de Defesa Nacional
80. Chefes dos Gabinetes dos Ministros de Estado
81. Diretores da Casa Civil da Presidência da República
82. Diretores-Gerais de Departamento dos Ministérios
83. Superintendentes da Agência Brasileira de Inteligência
84. Presidentes dos Tribunais Regionais Eleitorais
85. Procuradores da República
86. Procuradores-Gerais dos Estados da União
87. Presidentes dos Tribunais Regionais do Trabalho
88. Presidentes dos Tribunais de Contas do Distrito Federal e dos Estados da União
89. Presidente do Conselho Nacional de Desenvolvimento Científico e Tecnológico (Ricardo Galvão)
90. Presidente do Conselho Nacional de Educação (Luiz Roberto Liza Curi) [11]
91. Chanceler da Ordem Nacional do Mérito (José Sarney, que por ser ex-presidente da república, possui maior precedência)[12]
92. Presidente da Academia Brasileira de Letras (Merval Pereira)
93. Presidente da Academia Brasileira de Ciências (Helena Nader)
94. Presidente da Associação Brasileira de Imprensa (Octávio Costa)
95. Diretores do Gabinete Civil da Presidência da República
96. Diretores-Gerais dos Departamentos de Ministérios
97. Superintendentes de Órgãos Federais
98. Presidentes dos Institutos e Fundações Nacionais
99. Presidentes dos Conselhos e Comissões Federais
100. Presidentes das Entidades Autárquicas, Sociedades de Economia Mista e Empresas Públicas de âmbito nacional
101. Presidentes dos Tribunais Regionais Eleitorais
102. Presidentes dos Tribunais Regionais do Trabalho
103. Presidentes dos Tribunais de Contas do Distrito Federal e dos Estados da União
104. Chefes dos Gabinetes dos Ministros de Estado
105. Reitores das Universidades Estaduais e Particulare
106. Membros do Conselho Nacional de Desenvolvimento Científico e Tecnológico
107. Membros do Conselho Nacional de Educação
108. Secretários Distritais do Governo do Distrito Federal
109. Bispos da Igreja Católica ou equivalentes de outras religiões
110. Conselheiros estrangeiros
111. Cônsules-Gerais estrangeiros
112. Adidos e Adjuntos Militares estrangeiros (Capitães de Mar e Guerra e Coronéis)
113. Presidentes das Confederações Patronais e de Trabalhadores de âmbito nacional
114. Consultores Jurídicos dos Ministérios
115. Membros da Academia Brasileira de Letras
116. Membros da Academia Brasileira de Ciências
117. Diretores do Banco Central do Brasil
118. Diretores do Banco do Brasil
119. Diretores do Banco Nacional de Desenvolvimento Econômico e Social
120. Diretores da Caixa Econômica Federal
121. Capitães de Mar e Guerra da Marinha do Brasil
122. Coronéis do Exército Brasileiro
123. Conselheiros
124. Coronéis da Força Aérea Brasileira
125. Secretários de Estado dos Governos dos Estados da União
126. Deputados Estaduais
127. Chefes dos Gabinetes Militares Estaduais
128. Chefes das Casas Civis Estaduais
129. Comandantes das Policias Militares do Distrito Federal e dos Estados da União
130. Desembargadores dos Tribunais de Justiça do Distrito Federal e dos Estados da União
131. Adjuntos dos Gabinetes de Segurança Institucional (Tenentes-Coronéis) e da Casa Civil da Presidência da República
132. Prefeitos das Capitais dos Estados da União e das cidades de mais de quinhentos mil (500 000) habitantes
133. Primeiros Secretários estrangeiros
134. Procuradores da República nos Estados da União
135. Advogados-Gerais do Distrito Federal e dos Estados da União
136. Juízes do Tribunal Marítimo
137. Desembargadores dos Tribunais Regionais Eleitorais
138. Desembargadores dos Tribunais Regionais do Trabalho
139. Presidentes das Câmaras Municipais das cidades de mais de um milhão (1.000.000) de habitantes
140. Adidos e Adjuntos Militares estrangeiros (Capitães de Fragata, e Tenentes-Coronéis)
141. Juízes dos Tribunais de Contas do Distrito Federal e dos Estados da União
142. Juízes Federais
143. Delegados dos Ministérios nos Estados da União
144. Conselheiros dos Tribunais de Contas do Distrito Federal e dos Estados da União.
145. Presidentes dos Institutos e Fundações Regionais e Estaduais
146. Presidentes das Entidades Autárquicas, Sociedades de Economia Mista e Empresas Públicas de âmbito regional ou estadual.
147. Monsenhores católicos ou equivalentes de outras religiões.
148. Capitães de Fragata da Marinha do Brasil
149. Tenentes-Coronéis do Exército Brasileiro
150. Primeiros Secretários
151. Tenentes-Coronéis da Força Aérea Brasileira
152. Ajudantes de Ordens do Presidente da República (Majores)
153. Adjuntos do Gabinete de Segurança Institucional da Presidência da República (Majores)
154. Chefes dos Serviços do Gabinete de Segurança Institucional da Presidência da República (Majores)
155. Adjunto do Serviços do Gabinete de Segurança Institucional da Presidência da República (Majores)
156. Presidentes das Federações Patronais e de Trabalhadores de âmbito regional ou estadual
157. Presidentes das Câmaras Municipais das Capitais dos Estados da União e das cidades de mais de quinhentos mil (500.000) habitantes
158. Juízes de Direito dos Estados da União
159. Procuradores Regionais do Trabalho
160. Diretores de Repartições Federais
161. Juízes Auditores da Justiça Militar
162. Auditores dos Tribunais de Contas
163. Promotores Públicos
164. Procuradores Adjuntos da República
165. Diretores das Faculdades Estaduais Particulares
166. Segundos Secretários estrangeiros
167. Cônsules estrangeiros
168. Adidos e Adjuntos Militares estrangeiros (Capitães de Corveta, e Majores)
169. Oficiais da Casa Civil da Presidência da República
170. Chefes de Departamento das Universidades Federais
171. Diretores de Divisão dos Ministérios
172. Prefeitos das cidades de mais de cem mil (100.000) habitantes
173. Capitães de Corveta da Marinha do Brasil
174. Majores do Exército Brasileiro
175. Segundos Secretários
176. Majores da Força Aérea Brasileira
177. Ajudantes de Ordens do Presidente da República (Capitães)
178. Adjuntos dos Serviços do Gabinete de Segurança Institucional da Presidência da República (Capitães)
179. Diretores de Departamento das Secretarias do Distrito Federal e dos Estados da União
180. Presidentes dos Conselhos Estaduais
181. Chefes de Departamento das Universidades Estaduais e Particulares
182. Presidentes das Câmaras Municipais das cidades de mais de cem mil (100.000) habitantes
183. Terceiros Secretários estrangeiros
184. Adidos e Adjuntos Militares estrangeiros (Capitães-Tenentes e Capitães)
185. Professores de Universidade
186. Demais Prefeitos Municipais
187. Cónegos católicos ou equivalentes de outras religiões
188. Capitães-Tenentes da Marinha do Brasil
189. Capitães do Exército Brasileiro
190. Terceiro Secretários
191. Capitães da Força Aérea Brasileira
192. Presidentes das demais Câmaras Municipais
193. Diretores de Repartições do Distrito Federal, dos Estados da União e Territórios
194. Diretores de Escolas de Ensino Médio
195. Vereadores Municipais

## Ordem de precedência entre os estados brasileiros
A precedência entre os Estados brasileiros é determinada pela ordem de constituição histórica e existência do estado de forma contínua sob soberania brasileira (ou portuguesa no caso de estados reconquistados de invasores estrangeiros durante a era colonial ou criados antes da independência brasileira). É ignorado o período em que os estados eram capitanias subalternas (ou seja subordinadas) a outras capitanias portuguesas durante a era colonial, por não possuirem autonomia na condição de capitania subalterna:
1. Bahia (1534)
2. Rio de Janeiro (1565)
3. Maranhão (1534, reconquistado em 1615)
4. Pará (1616)
5. Pernambuco (1534, reconquistado em 1643)
6. São Paulo (1709)
7. Minas Gerais (1720)
8. Goiás (1748)
9. Mato Grosso (1748)
10. Rio Grande do Sul (1760)
11. Ceará (1799)
12. Paraíba (1799)
13. Espírito Santo (1810)
14. Piauí (1811)
15. Rio Grande do Norte (1817)
16. Alagoas (1817)
17. Sergipe (1820)
18. Santa Catarina (1821)
19. Amazonas (1850)
20. Paraná (1853)
21. Distrito Federal (1960)
22. Acre (1962)
23. Mato Grosso do Sul (1979)
24. Rondônia (1982)
25. Tocantins (1988)
26. Roraima (1988)
27. Amapá (1988)

## Ordem de precedência entre as Forças Armadas Brasileiras
A precedência entre as Forças Armadas Brasileiras é determinada pela ordem de constituição histórica:
1. Marinha do Brasil (1822)
2. Exército Brasileiro (1822)
3. Força Aérea Brasileira (1941)